# Pikryt

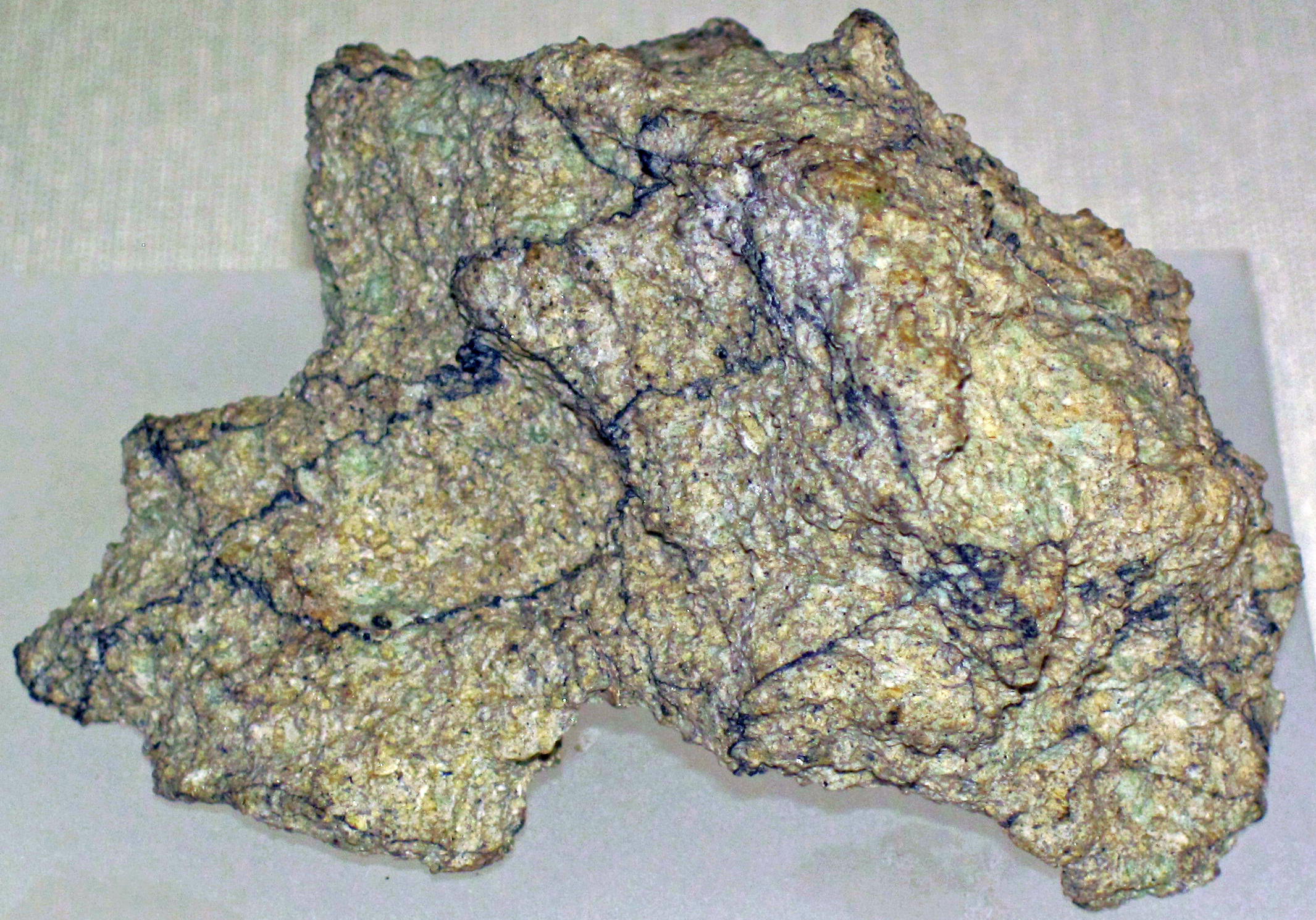
Pikryt z Księżyca, meteoryt z Afryki

Pikryt, porfiryt pikrytowy – ciemna skała magmowa: wylewna lub hipabisalna. Drobno- lub średnioziarnista o strukturze porfirowej. W składzie najliczniejszy jest oliwin i augit tytanowy, może zawierać też w znaczniejszych ilościach takie minerały jak hornblenda i plagioklaz. Zawiera mało krzemionki, poniżej 45%. 

## Występowanie
Występuje m.in. w Niemczech, Czechach (Morawy), Wielkiej Brytanii (Kornwalia), Szwecji i USA. W Polsce  towarzyszy cieszynitom w okolicach Bielska-Białej.